# Ràndia
La ràndia (Randia pseudozosterops) és una espècie d'ocell de la família dels bernièrids (Bernièrids) i única espècie del gènere Randia (Delacour et Berlioz, 1931).

## Hàbitat i distribució
Habita el bosc humid de les muntanyes orientals de Madagascar.